# شی جینگلین
شی جینگلین (انگلیسی: Shi Jinglin؛ زادهٔ ۳ ژانویهٔ ۱۹۹۳) ورزشکار ورزش شنا اهل چین است.
وی در مسابقات کشوری و بین‌المللی در مجموع برندهٔ ۲ مدال طلا، ۵ مدال برنز شده‌است.